# Den usynlige hær - om piger der gør rent om natten
Den usynlige hær - om piger der gør rent om natten er en dansk dokumentarfilm fra 1987, der er instrueret af Ib Makwarth efter eget manuskript.

## Handling
Natpatruljen rykker ud, når andre sover. Det er piger, der gør rent om natten og har et hårdt og underbetalt arbejde. Filmen har fulgt nogle af dem på arbejdspladser som for eksempel stationer og togvogne, hospitaler, butikker og Tivoli. Flere fortæller, at arbejdet kan indebære farer, som både kan have med skidtets karakter og arbejdstiden at gøre.